# Wolfgang Kleber
Wolfgang Kleber (* 20. Februar 1958 in Idstein/Taunus) ist ein deutscher Organist und Komponist.

## Leben
Nach erstem Klavier- und Orgelunterricht bei Heinrich Sell und Edwin Müller absolvierte Wolfgang Kleber sein Studium an der Hochschule für Musik und Darstellende Kunst Frankfurt am Main bei Edgar Krapp, Karl Köhler und Fritz-Werner Büchner (Orgel), Hans Joachim Erhard und Helmuth Rilling (Dirigieren), sowie Hans Ulrich Engelmann und Heinz Werner Zimmermann (Komposition). 1980 legte er das A-Examen in evangelischer Kirchenmusik ab, es folgten 1983 die Künstlerische Reifeprüfung und 1984 das Konzertexamen im Hauptfach Orgel.
Von 1981 bis 1985 war er als Kirchenmusiker an der Wiesbadener Kreuzkirche tätig, von 1985 bis 2022 in gleicher Funktion an der Pauluskirche Darmstadt.

## Tätigkeiten
Wolfgang Kleber war seit 1990 Dekanatskantor in Darmstadt und war darüber hinaus 1997 bis 2002 Vorsitzender des Landesverbandes evangelischer Kirchenmusikerinnen und Kirchenmusiker in Hessen und Nassau.
Von 1994 bis 1998 hatte Kleber einen Lehrauftrag für Orgelliteraturspiel an der Hochschule für Kirchenmusik Heidelberg inne.
Kleber unternimmt weltweit Konzertreisen als Organist. So trat er unter anderem im Leipziger Gewandhaus auf und konzertierte in Japan, Australien, Neuseeland, Süd- und Nordamerika, Russland und zahlreichen Ländern Europas. Darüber hinaus existieren Rundfunk- und CD-Aufnahmen. Er war bis 2022 künstlerischer Leiter des Orgelsommers Darmstadt und arbeitet als Dirigent mit den unterschiedlichen Ensembles zusammen. 2002 gründete er gemeinsam mit der Sopranistin Barbara Meszaros und dem Fagottisten Gabor Meszaros das Trio Insolito.

## Auszeichnungen
1982 erhielt Wolfgang Kleber den Johann-Pachelbel-Preis beim Internationalen Orgelinterpretationswettbewerb in Nürnberg (2. Preis), 2010 den Darmstädter Musikpreis.

## Kompositionen

### Chorwerke
- Der fallende Prometheus. Oratorium für Gesangssolisten, gemischten Chor und Instrumentalensemble, Libretto: Eric Giebel (UA 2022)
- Der Himmel über Sodom.[2] Oratorium, Libretto: Eric Giebel (UA 2017)
- Wegfarben.[3] Oratorium für Sopran, Alt, Tenor, Bass, 4-8 stimmigen gemischten Chor, Klarinette, Schlagzeug und Orgel (UA 2014)
- Psalm 113 für gemischten Chor a cappella (2008)
- Tefilla. Oratorium zur Doppelstele „Bindung und Kreuzigung“ (UA 2001)
- Kantate zum Erntedankfest für Kinderchor, Chor und Instrumente (UA 1994)
- Schattenverwandlung. Halbszenische Kantate für Sopran, Baß, 9 Sprecher und Instrumentalsolisten, Chor, Kammerorchester, Orgel und Schlagzeug über einen Text von Reinhard Grätz (UA 1987)

### Kammermusik, Orgelwerke
- Geld und Seligkeit für Flügel in spezieller Stimmung, 3 Singstimmen, Klarinette, Solocello, 2 Violinen, Viola und Orgel (2009)
- Vier Miniaturen über Gedichte von Rumi für Mezzosopran, 3 Bratschen und Cembalo (2008)
- Bisweilen sind wir für Sopran, Fagott und Orgel (2008)
- Simeon – Ein Rezitativ zum Nunc dimittis für Tenor, Posaune, Marimba und Orgel (2007)
- Psalm 1 für Tenor und Orgel (2007)
- MIFESI für Violine, Viola und Violoncello (2007)
- Sonatine für Fagott und Orgel (2007)
- Aus dem Darmstädter Wort 1947 für Solo-Alt und Orgel (2007)
- Sarabande für Sopran, Fagott und Orgel (2005)
- Lieder über altpersische Gedichte für Sopran und Klavier (2004, 2005)
- 6 Lieder über Gedichte von Omar Chajjam für Tenor, Posaune und Marimba (2004, 2007)
- Rätsel für Solosopran und Orchester (2003)
- Magnificat über Leoncavallo's Ave Maria für Solosopran, Harfe, Harmonium (2003)
- Fantasie für Sopran, Fagott und Orgel (2003)
- Selige Sehnsucht für Bass, Violine und Orgel (2003)
- 4 Lieder nach Rumi für Sopran und Orgel (2002)
- Passacaglia für Sopran, Fagott und Orgel (2002)
- Collage III für Violine und Orgel (2001)
- Collage II für Klavier und Violoncello
- Collage I für Orgel (1998)
- מזמור mizmor - Psalm für Orgel (2023)
- Toccata für Orgel (2023)

### Bühnenwerke
- Santa Cruz  Oper nach dem Drama Santa Cruz von Max Frisch, Libretto: Wolfgang Kleber (2006)

## Diskographie
- Wegfarben Oratorium von Wolfgang Kleber für 4 Gesangssolisten, gem. Chor, Klarinette, Schlagzeug und Orgel (UA 2014)
- Organ Works Beethoven: Zwei Praeludien, Drei Stücke für eine mechanische Orgel, Mendelssohn: Drei Praeludien und Fugen, Sonaten f-moll und D-dur; Genuin
- Kurt Hessenberg Orgelwerke Trio-Sonate in B op. 56 (1951), Präludium und Fuge op. 63 Nr. 1 (1952), Fantasia über Sonne der Gerechtigkeit op. 66 (1956), Fantasia Ich ruf zu dir, Herr Jesu Christ op. 115 (1982), Passacaglia Verleih uns Frieden gnädiglich op. 127 (1986), Toccata Komm, Gott, Schöpfer, Heiliger Geist op. 128 (1986); Motette CD 11261
- Mendelssohn, Karg-Elert, Reger Felix Mendelssohn Bartholdy (1809–1847): Sonate IV B-dur, op. 65,4; Sigfrid Karg-Elert (1877–1933): Sonatine a-moll, op. 74, Max Reger (1873–1916): Introduktion, Passacaglia und Fuge e-moll, op. 127 – Wolfgang Kleber, Orgel
- Orgel und Akkordeon Musik von der Renaissance bis zur Romantik: Fünf Sätze aus der Handschrift des Wolfgang Küffer, 16. Jh., Georg Friedrich Händel (1685–1759): Konzert Nr. 4 F-dur, P. Antonio Soler (1729–1783): Concierto a-moll und C-dur, Gustav Merkel (1827–1885): Sonate d-moll op. 30, Grock: Béka-Róka, Csárdás
- Sacred Concert- Gregorianik – Kirchenlied – Spiritual – Oper, Trompete, Orgel, Akkordeon, Pauken; Claudio Monteverdi (1567–1643): Toccata (1999) nach „Marienvesper“ und „Orfeo“, Henry Tomasi (1901–1971): Variations gregoriennes sur un Salve Regina, Wolfgang Amadeus Mozart (1756–1791): Marsch, Oskar Lindberg (1887–1955): Gammal fäbod psalm fran Dalarna, Peter Wittrich (* 1959): Spiritual-Fantasy (1999) Nobody knows the trouble I see, Claus-Erhard Heinrich (* 1960): Ich singe dir mit Herz und Mund, Richard Wagner (1813–1883): Meistersinger-Präludium, Arrangements: Peter Wittrich – Manfred Bockschweiger, Wolfgang Kleber, Stefan Kutscher, Berthold Anhalt
- Tefilla Oratorium von Wolfgang Kleber Konzertmitschnitt vom 9. März 2003 Barbara Meszaros, Sopran; Thomas Fleischmann, Bass; Mitglieder des Südhessischen Kammerensembles; AV-03-03-600
- Sigfrid Karg-Elert – Sämtliche Werke für Sopran, Violine und Orgel Barbara Meszaros, Sopran; Mirjam Tschopp, Violine; Wolfgang Kleber, Orgel
- J. S. Bach – Kunst der Fuge, Livemitschnitt vom 21. August 2024, Wolfgang Kleber, Orgel

## Schriften
- Die Kunst der Fuge – ein geplantes Fragment (20. April 2020, Petrucci Music Library)
- J. S. Bachs Leipziger Orgelbuch – Die Leipziger Sammlung als zyklisches Werk (19. Mai 2020, Petrucci Music Library)
- Die Orgeln der Pauluskirche Darmstadt. Paulusgemeinde Darmstadt, 2019 (online)